# Aletheia (czasopismo)
Aletheia – czasopismo o profilu filozoficznym, wydawane w Warszawie w latach 1987–1990 przez opozycję demokratyczną, ukazujące się poza zasięgiem cenzury. Redaktorem naczelnym był Cezary Wodziński.
Ukazały się numery monograficzne oraz, w ramach Biblioteki Alethei, dzieła wybitnych filozofów światowych, jak Hannah Arendt, Nikołaj Bierdiajew, Edmund Husserl, Soren Kierkegaard, Lew Szestow, Arnold Toynbee.